# Krone der Kaiserin Kunigunde

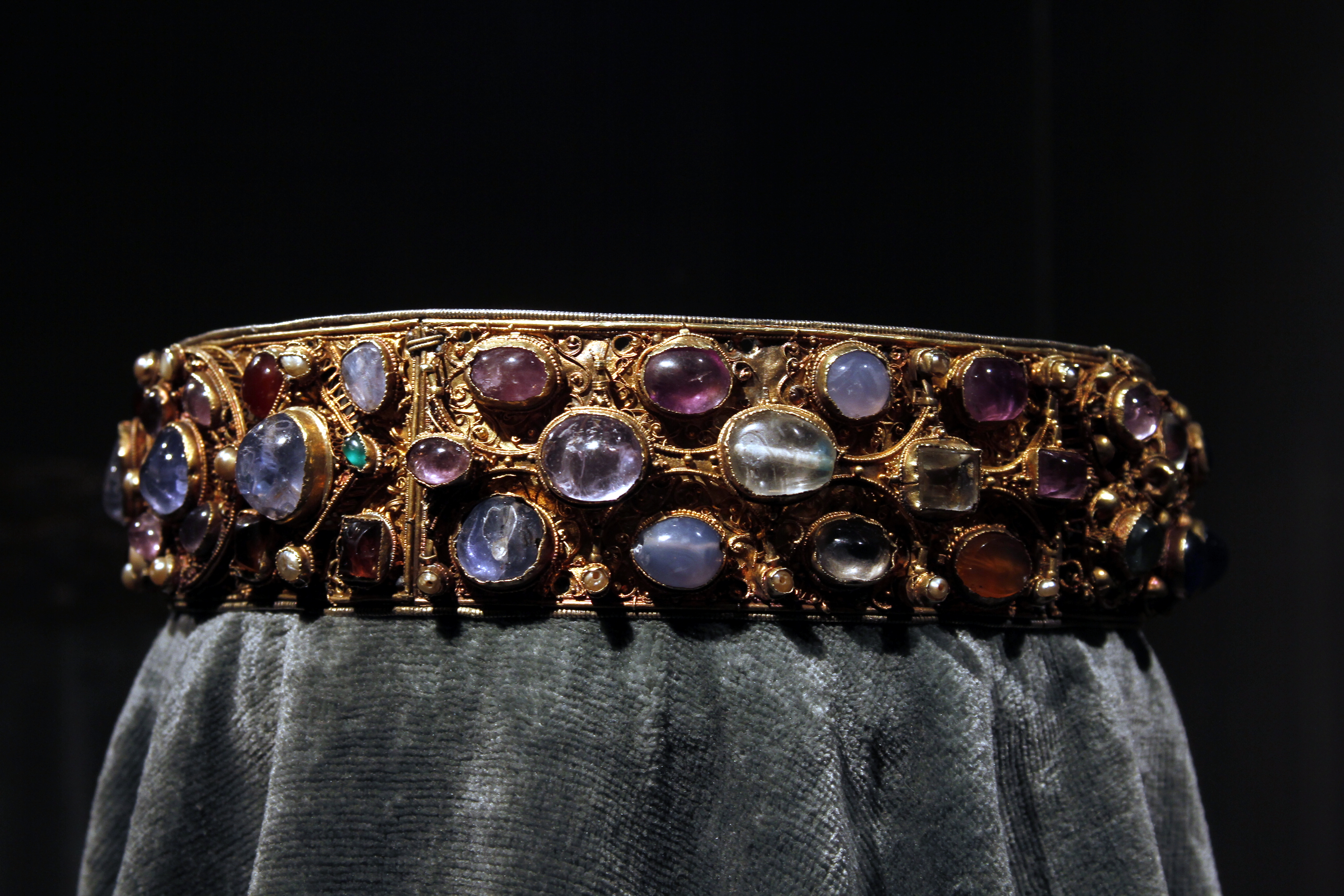
Die Krone der Kaiserin Kunigunde

Die sogenannte Krone der Kaiserin Kunigunde, auch Kunigundenkrone genannt, ist ein Kronreif mit reichem Edelsteinbesatz, der das Reliquiar der Kaiserin Kunigunde von Luxemburg in Bamberg zierte. Im Zuge der Säkularisation in Bayern ist sie 1803 nach München überführt worden und seit 1805 Teil der Schatzkammer der Münchner Residenz. Lange zunächst auf den Anfang des 11. Jahrhunderts datiert, ist sie nach heutigem Forschungsstand wahrscheinlich in den 1060er Jahren entstanden. Sie bestand bis 1931 aus einer wohl im 14. Jahrhundert ergänzten kleineren gotischen Lilienkrone (sog. „Frauenkrone“) und dem Ring, der heute als die eigentliche Krone gilt, die um 1400 mit einem Zierreif verbunden worden waren. Sie ist vermutlich als Weihekrone entstanden und um 1200 dann Teil des Kopfreliquiars der Hl. Kunigunde geworden, das sie bis zu seiner Einschmelzung und Erneuerung 1658 blieb. Seit dem 18. Jahrhundert wird sie auch als Krönungsinsignie der Kaiserin interpretiert.